# 阿尾島田古墳群
阿尾島田古墳群（あおしまだこふんぐん）は、富山県氷見市阿尾にある古墳群。史跡指定はされていない。A1号墳出土品が富山県指定有形文化財に指定されている。

## 概要
富山県北西部の能登半島付け根部、余川川下流左岸の丘陵上に営造された古墳群である。A支群10基（前方後円墳1基・方墳1基・円墳8基）・B支群3基（円墳3基）の2群計13基から構成される。1999年（平成11年）に発見され、これまでにA1号墳・A2号墳で発掘調査が実施されている。
古墳群は古墳時代前期のA1号墳の築造を契機として、他の各古墳が中期から後期にかけて営造されたと推定される。特に丘陵最高所に築造された主墳のA1号墳は、富山県内では南約6キロメートルの柳田布尾山古墳（氷見市柳田、日本海側最大級の前方後方墳）に次ぐ規模で、前方後円墳としては富山県内で最大規模になるとして注目される。
富山県内では、1998年（平成10年）に柳田布尾山古墳が発見されており、同古墳とともに富山県ひいては北陸地方の古墳時代史の見直しを求めた古墳群になる。なお、丘陵上では阿尾島尾山砦跡・阿尾城・稲積城といった中世山城の築城も知られる。

## 遺跡歴
- 1999年（平成11年）11月、踏査により発見（氷見市史編纂事業）[3]。
- 2000年（平成12年）3-5月、A1・A2・A4-7号墳の測量調査（氷見市史編纂事業）[3][2]。
- 2000年12月-2001年（平成13年）2月、踏査（氷見市教育委員会、2001年に報告書刊行）[4]。
- 2001年度（平成13年度）、A1号墳の第1次・第2次調査（富山大学人文学部考古学研究室、2002年に報告書刊行）[3]。
- 2002年度（平成14年度）、A1号墳の第3次調査（富山大学人文学部考古学研究室、2003年に報告書刊行）[5]。
- 2003年度（平成15年度）、A1号墳の第4次調査（富山大学人文学部考古学研究室）。
- 2004年度（平成16年度）、A2号墳の第1次調査（富山大学人文学部考古学研究室、2005年に報告書刊行）[6]。
- 2005年度（平成17年度）、A2号墳の第2次調査（富山大学人文学部考古学研究室、2006年に報告書刊行）[2]。
- 2024年（令和6年）1月12日、A1号墳出土品が富山県指定有形文化財に指定。

## 一覧

### 一覧表
| 支群  | 古墳名  | 形状       | 規模    | 規模      | 備考                                                                             |
| 支群  | 古墳名  | 形状       | 墳丘長  | 高さ      | 備考                                                                             |
| ----- | ------- | ---------- | ------- | --------- | -------------------------------------------------------------------------------- |
| A支群 | A1号墳  | 前方後円墳 | 70-72m  | 5.3m以上  | 出土品は富山県指定有形文化財 前方後円墳としては富山県内で最大規模 （詳細は後述） |
| A支群 | A2号墳  | 方墳       | 13m     | 1.75m     | （詳細は後述）                                                                   |
| A支群 | A3号墳  | 円墳       | 18m     | 2.5m      | A1号墳側に小さい張り出し状地形                                                   |
| A支群 | A4号墳  | 円墳       | 30.5m   | 2.75-3.2m | 円墳としては古墳群中で最大規模 周囲に溝・陸橋状地形                              |
| A支群 | A5号墳  | 円墳       | 10m前後 |           |                                                                                  |
| A支群 | A6号墳  | 円墳       | 22m     | 1.2-3.2m  | A4号墳側に張り出し状地形                                                         |
| A支群 | A7号墳  | 円墳       | 20.5m   | 1.2-2.5m  | A6号墳側に溝                                                                     |
| A支群 | A8号墳  | 円墳       | 10m前後 |           |                                                                                  |
| A支群 | A9号墳  | 円墳       | 10m前後 |           |                                                                                  |
| A支群 | A10号墳 | 円墳       | 10m前後 |           |                                                                                  |
| B支群 | B1号墳  | 円墳       | 12m     | 1.8m      |                                                                                  |
| B支群 | B2号墳  | 円墳       |         |           | 自然地形の可能性                                                                 |
| B支群 | B3号墳  | 円墳       | 7m      | 1m        |                                                                                  |

### A1号墳
阿尾島田A1号墳は、丘陵最高所に所在する阿尾島田古墳群の主墳。2001-2002年度（平成13-14年度）に発掘調査が実施されている。
墳形は前方後円形で、前方部を東方向に向ける。墳丘に段築は認められない。墳丘の規模は次の通り（推定復元値）。
- 墳丘長：約70-72メートル
- 後円部 - 楕円形。
  - 直径：約32-36メートル
  - 高さ：約3.2メートル-5.3メートル以上
- 前方部
  - 長さ：約36メートル
  - 高さ：約1.7メートル以上

富山県内では柳田布尾山古墳（前方後方墳、107.5メートル）に次ぐ規模で、前方後円墳としては富山県内で最大規模になる。墳丘外表で葺石・埴輪は認められていない。埋葬施設は後円部墳頂において次の2基が認められる。
- 第1主体部
未盗掘の割竹形木棺。後円部中央において墳丘主軸と直交して構築され[5]、長さ約6.9メートル・幅約0.9メートルを測る[7]。木棺の蓋上・内底面には赤色顔料が塗られるほか、木棺内から鉄製武器（槍1・長剣1・短剣5・鏃5）・農耕具（刀子2・鑿1・鉇1・斧1・鍬鋤先2）・漁具（簎1）・玉類（管玉24・翡翠垂玉1・ガラス小玉65・ガラス連玉1・錫小玉6・碧玉荒割品1）が検出されている[7]。また付近から短剣1・鉄鏃1・刀子1が検出されている[5][7]。
- 第2主体部
木棺（割竹形木棺または舟形木棺と推定）。第1主体部とは軸を違えて頭位を東南東方として構築され[5]、長さ約3.5メートル、幅約0.5メートルを測る[7]。棺内から小型銅鏡1点、ガラス小玉4点が検出されているほか、足元の位置で赤色顔料をいれた副葬坑状施設が認められる[5]。

築造時期は、古墳時代前期後半頃と推定される。柳田布尾山古墳とは、同時期またはやや先行する時期と見られる。

### A2号墳
阿尾島田A2号墳は、A1号墳の後円部背後（西側）に所在する古墳。2004-2005年度（平成16-17年度）に発掘調査が実施されている。
墳形は長方形で、東西13.0メートル・南北10.0メートル、高さ1.75メートルを測る。阿尾島田古墳群では唯一の方墳となる。墳丘に段築は認められない。また葺石・埴輪・供献土器も認められていない。埋葬施設は未盗掘の木棺直葬（割竹形木棺または舟形木棺と推定）の1基で、墳丘主軸と平行して構築される。副葬品は認められていないが、木棺底面で赤色顔料が検出されている。以上より、築造時期はA1号墳と近い古墳時代前期頃と推定される。

## 文化財

### 富山県指定文化財
- 有形文化財
  - 阿尾島田A1号墳出土品（考古資料） - 明細は以下。氷見市立博物館保管。2024年（令和6年）1月12日指定[8]。
    - 武器 12点
    - 農工具 8点
    - 玉類 94点

## 関連文献
（記事執筆に使用していない関連文献）
- 『氷見市史 9 資料編5 考古』氷見市、2002年。
- 『阿尾島田古墳群の研究 -日本海中部沿岸域における古墳出現過程の新研究-』富山大学人文学部考古学研究室、2007年。